# Livingston County Courthouse (Illinois)
Das Livingston County Courthouse, gelistet im NRHP mit der Nr. 86003165 ist ein historisches Gebäude und primäres juristisches Zentrum des Livingston Countys in Pontiac, Illinois, wo sich der County Seat befindet.

## Geschichte
Das derzeitige Livingston County Courthouse ist das dritte Gebäude, das diesen Namen trägt. Der Bau des heutigen Courthouse begann Ende 1874 und wurde Ende des darauffolgenden Jahres fertiggestellt. Das Gebäude entstand, nachdem der Vorgängerbau am 4. Juli 1874 bei einem Brand ein Raub der Flammen geworden war. Der Plan für den Neubau wurde unter zehn eingereichten Vorschlägen ausgewählt. Der County Board of Supervisors stellte bei der Auswahl fest, dass das ausgewählte Projekt zwar mehr Geld kostet, [aber] das einzige war, das bezüglich Größe, Güte der Feuersicherheit und Standhaftigkeit den Zweck erfüllen wird und tatsächlich im Sinne von Geschmack und Eleganz jedes andere weit übertraf. Allerdings urteilte 1915 der Autor von The County Archives of the State of Illinois, dass das Gebäude schwerlich feuersicher war.

## Architektur

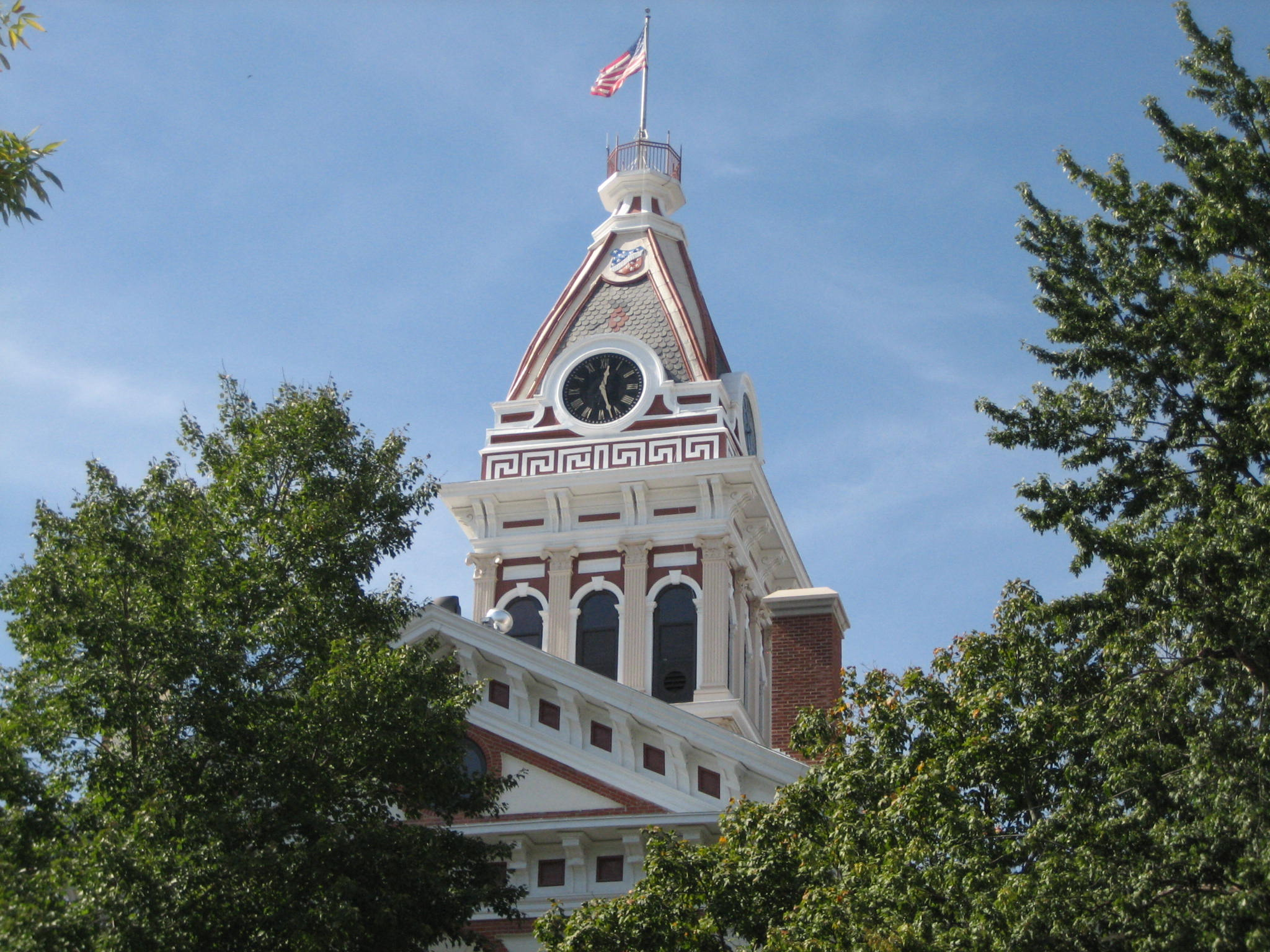
Der 1892 hinzugefügte Uhrturm

John C. Cochrane, ein Architekt aus Chicago entwarf das Livingston County Courthouse im Stil des Second Empire. Das Gebäude ist symmetrisch und rechteckig. Es ist zwei Stockwerke hoch und an jeder der vier Ecken befindet sich ein Turm. Ein zentraler Uhrturm wurde 1892 hinzugefügt. Die Architektur des Gebäudes macht Gebrauch von Ecksteinen und Gesimsen. Das Mansarddach ist mit gemusterten Dachziegeln gedeckt. Die Höhe vom Fundament bis zur Dachtraufe beträgt rund 17 m, der Glockenturm sitzt in einer Höhe von 21 m.

## Historische Bedeutung
Das Livingston County Courthouse wurde am 19. November 1986 in das National Register of Historic Places aufgenommen, da es die Kriterien hinsichtlich der Eintragung hinsichtlich der Bedeutung für Politik und Verwaltung ebenso erfüllte wie durch seine Architektur. Das Bauwerk ist Sitz der Gerichtsverwaltung im Livingston County seit 1875 und es gilt als herausragendes lokales Beispiel für den Baustil des Second Empire.